# Middelalderlandsbyen
Middelalderlandsbyen eller Brøndby Middelalderlandsby er et arkæologisk frilandsmuseum, der beskæftiger sig med middelalderen omkring år 1370. Adgang til museet er gratis, og kan ske hele året.
Landsbyen består af syv små huse og værksteder samt en kirke. Desuden findes et gadekær og haver til nogle af husene.
Museet blev etableret i september 1999 af Brøndby Kommune som et tilbud til kommunens folkeskoler i forbindelse med Middelalder 99. Dette var et år, hvor museer, kulturinstitutioner, teatre og folkeskoler i Danmark fokuserede på middelalderen. Museet bruges fortsat primært af kommunens skoleklasser. Der er dog åbent for almindeligt publikum hver søndag fra maj til august. Derudover afholdes der arrangementer ved fastelavn, sankthans, et forårs- og et høstmarked samt et julemarked.
I foråret 2016 modtog Middelalderlandsbyen en bevilling på 2,5 mio. kr. fra A.P. Møller og Hustru Chastine Mc-Kinney Møllers Fond til almene Formaal til et formidlingscenter på stedet. Projektet skal bestå af to bygninger på 125 m2, der er inspireret af middelalderlige byggemetoder men med moderne faciliteter. Det var planen, at det skulle øge besøgstallet til omkring 20.000. Byggeriet åbnede i 2018. Dette år måtte man grundet tørke afholde sankthans-arrangement uden et egentligt bål.
I 2019 indviede man en ny klosterhave med historiske stauder.